# Tuineje
Tuineje est une commune de la communauté autonome des Îles Canaries en Espagne. Elle est située au sud-est de l'île de Fuerteventura dans la province de Las Palmas.

## Géographie

### Localisation

Localisation de l'île de Fuerteventura dans les Îles Canaries.
Localisation de Tuineje dans l'île de Fuerteventura.

| Betancuria       | Antigua          | Antigua          |
| Pájara           | Tuineje          |                  |
| Océan Atlantique | Océan Atlantique | Océan Atlantique |

### Villages de la commune
(Nombre d'habitants en 2008)
- Gran Tarajal (7 696)
- Tarajalejo (1 312)
- Tesejerague (1 128)
- Tuineje (914)
- Las Playitas (814)
- Tiscamanita (483)
- Giniginamar (501)
- Juan Gopar (404)
- Teguital (262)
- Las Casitas (55)

### Phare
Un phare moderne, d'architecture mauresque, a été construit en 1955 à Las Playitas.

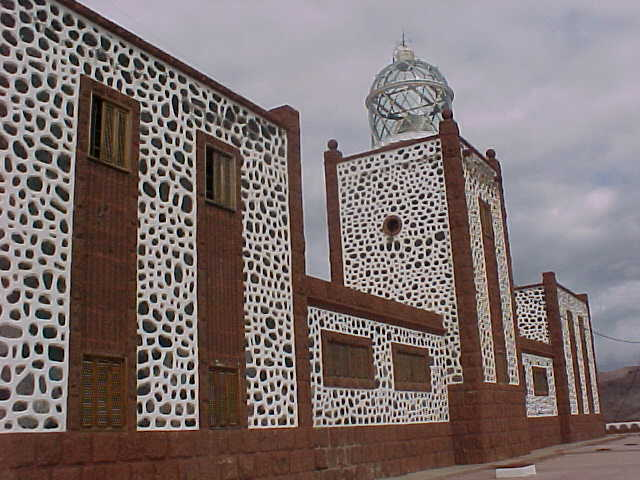
Phare de Punta La Entallada

## Patrimoine
- Église fortifiée à 2 nefs Iglesia San Miguel Arcangel (1790)